# Unité urbaine de Saint-Georges-d’Oléron
L'unité urbaine de Saint-Georges-d'Oléron est une unité urbaine française constituée par la commune de Saint-Georges-d’Oléron, troisième ville de l'île d'Oléron, située à l'ouest de la Charente-Maritime.

## Données générales
En 2020, l'INSEE a procédé à une redéfinition des zonages des unités urbaines de la France; celle de Saint-Georges-d’Oléron a été créée formant une ville isolée selon la nomenclature de l'Insee qui lui a donnée le code 17121. 
En 2021, avec 3 948 habitants, elle constitue la 21e unité urbaine de Charente-Maritime et appartient à la catégorie des unités urbaines de 2 000 à 4 999 habitants.
Sa densité de population qui s'élève à 85 hab/km² en 2021 en fait une des unités urbaines les moins densément peuplées en Charente-Maritime; étant même inférieure à celle du département qui est de 96 hab/km² en 2021.

## Délimitation de l'unité urbaine de 2020
Unité urbaine de Saint-Georges-d’Oléron dans la délimitation de 2020 et population municipale de 2021
| Commune urbaine        | Superficie | Population | Densité de population | Statut       |
| ---------------------- | ---------- | ---------- | --------------------- | ------------ |
| Saint-Georges-d’Oléron | 46,55 km²  | 3 948 hab. | 85 hab/km²            | Ville isolée |

## Sources et références
1. ↑  Composition de l'unité urbaine de Saint-Georges-d’Oléron en 2020 - Source : Insee